# .lr
.lr е интернет домейн от първо ниво за Либерия. Представен е през 1997. Поддържа се от Data Technology Solutions и е с ограничено използване само на регистрирани на територията на страната частни лица и организации.